# Anne Bauchens
Anne Bauchens (* 2. Februar 1882 in St. Louis, Missouri, USA; † 7. Mai 1967 in Woodland Hills, Kalifornien, USA) war eine US-amerikanische Filmeditorin.

## Leben
Anne Bauchens war Cecil B. DeMilles bevorzugte Editorin, die ab 1915 bis 1956 bei jedem der Filme DeMilles mitarbeitete. Insgesamt umfasst ihr Schaffen 63 Produktionen.
Sie selbst wurde dabei viermal für den Oscar in der Kategorie Bester Schnitt nominiert, 1941 gewann sie die Auszeichnung für den Film Die scharlachroten Reiter (North West Mounted Police).

## Filmografie (Auswahl)
- 1919: Don’t Change Your Husband
- 1919: Zustände wie im Paradies (Male and Female)
- 1920: Irrwege einer Ehe (Why Change Your Wife?)
- 1921: Anatol, der Frauenretter (The Affairs of Anatol)
- 1922: Frauen auf schiefer Bahn (Manslaughter)
- 1923: Adams Rippe (Adam's Rib)
- 1923: Die Zehn Gebote (The Ten Commandments)
- 1924: Deserteure des Lebens (Feet of Clay)
- 1924: Triumph (Triumph)
- 1927: König der Könige (The King of Kings)
- 1927: Chicago
- 1928: Das gottlose Mädchen (The Godless Girl)
- 1929: Dynamit (Dynamite)
- 1930: Madam Satan
- 1931: Guilty Hands
- 1932: Im Zeichen des Kreuzes (The Sign of the Cross)
- 1933: Wiegenlied (Cradle Song)
- 1933: Revolution der Jugend (This Day and Age)
- 1934: Cleopatra
- 1935: Kreuzritter – Richard Löwenherz (The Crusades)
- 1936: Der Held der Prärie (The Plainsman)
- 1938: Der Freibeuter von Louisiana (The Buccaneer)
- 1939: Union Pacific
- 1940: Die scharlachroten Reiter (North West Mounted Police)
- 1942: Piraten im karibischen Meer (Reap the Wild Wind)
- 1942: Commandos Strike at Dawn
- 1945: Liebesbriefe (Love Letters)
- 1947: Die Unbesiegten (Unconquered)
- 1949: Samson und Delilah (Samson and Delilah)
- 1952: Die größte Schau der Welt (The Greatest Show on Earth)
- 1956: Die zehn Gebote (The Ten Commandments)

## Auszeichnungen
- 1941: Oscar, Bester Schnitt für: Die scharlachroten Reiter (North West Mounted Police)
  - 1935: Oscar-Nominierung, Bester Schnitt für: Cleopatra (Cleopatra)
  - 1953: Oscar-Nominierung, Bester Schnitt für: Die größte Schau der Welt (The Greatest Show on Earth)
  - 1957: Oscar-Nominierung, Bester Schnitt für: Die zehn Gebote (The Ten Commandments)